# Fort Worth Vaqueros FC
Fort Worth Vaqueros FC, é uma agremiação esportiva da cidade de Fort Worth, Texas. Atualmente disputa a National Premier Soccer League.

## História
Fundado em 2013, o clube teve seu nome escolhido através de votação e revelado no dia 13 de fevereiro de 2014. O escudo da equipe foi revelado no dia 20 de março de 2014. A equipe teve sua temporada inaugural na NPSL em 2014, ficando em sétimo lugar da conferência e não se classificando para os playoffs.
Em 2015 fica em sexto da conferência e não se classifica novamente aos playoffs. Em 2016 o time faz péssima campanha e fica em décimo primeiro da conferência.

## Clássicos

### Trinity River Cup
O Trinity River Cup é um clássico entre o Fort Worth Vaqueros FC e o Dallas City FC. Os clássicos nos Estados Unidos tem formato de copa e o maior vencedor do clássico do ano recebe uma taça.

### Red River Cup
O Red River Cup foi um clássico entre o Fort Worth Vaqueros FC, Tulsa Athletic, Liverpool Warriors e Oklahoma City FC. Os clássicos por serem em formato de copa, mesmo tendo mais de duas equipes é considerado clássico. Foi disputado apenas em 2014, visto que o Oklahoma City FC deixou de existir.

## Estatísticas

### Participações
|  | Participações em 2018 |

| Competição     | Competição               | Temporadas | Melhor campanha | Estreia | Última | P | R |
| Estados Unidos | Lamar Hunt U.S. Open Cup | 1          | Estreia (2018)  | 2018    | 2018   |   | – |